# Waldkrankenhaus Köppern
Das Waldkrankenhaus Köppern war eine Fachklinik für Psychiatrie und Psychotherapie im Stadtteil Köppern, Friedrichsdorf, Hochtaunuskreis.
Die Klinik umfasste zuletzt 119 Betten und 45 tagesklinische Plätze.

## Geschichte

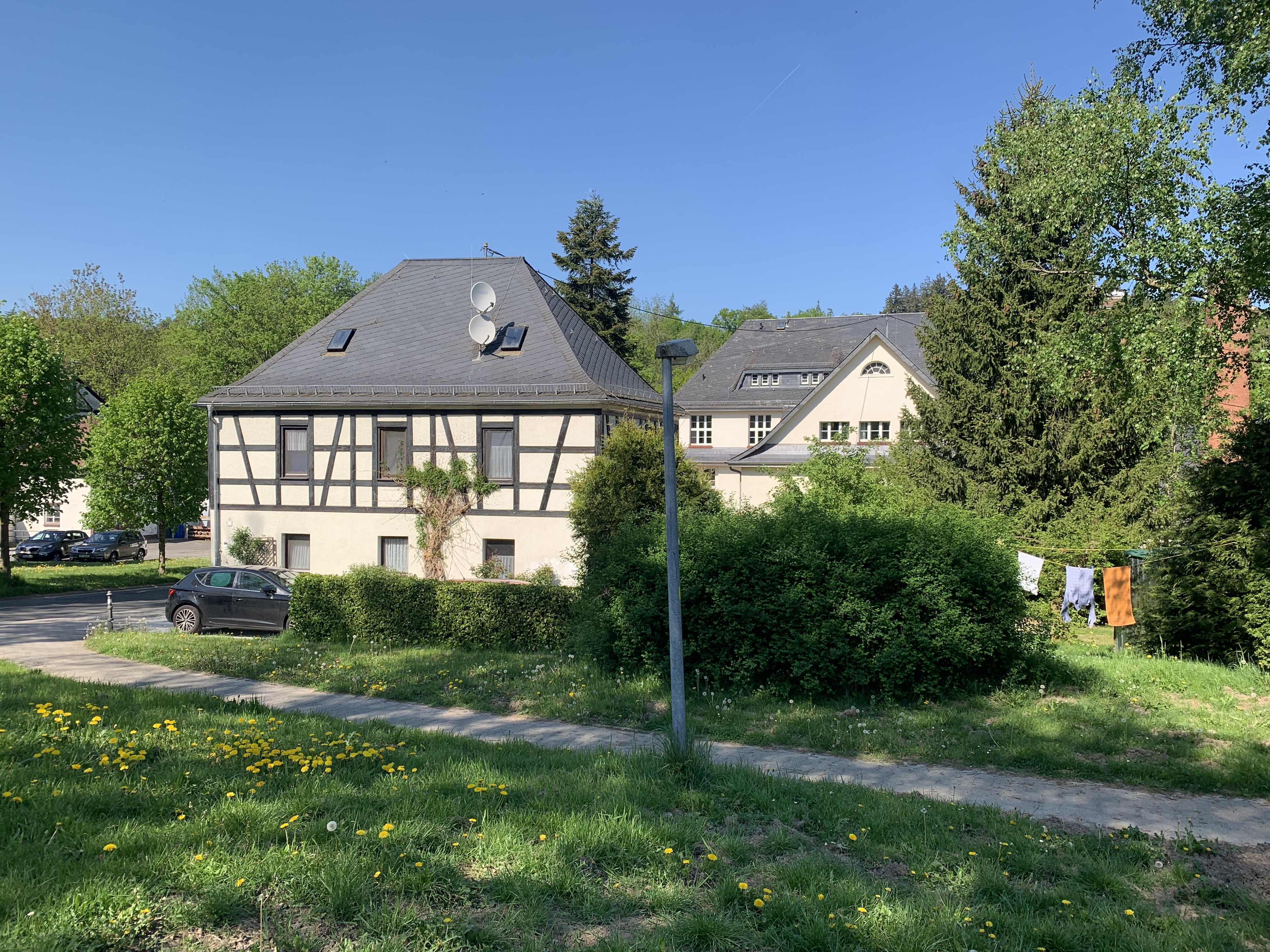
Hüttenmühle

Die Frankfurter "Anstalt für Irre und Epileptische", das so genannte Irrenschloss, war 1864 für 200 Patienten errichtet worden. Um die Jahrhundertwende waren jedoch fast 1000 Patienten gemeldet. Die Stadt Frankfurt am Main suchte daher nach einem Ausweichstandort, in dem die leichteren Fälle untergebracht werden sollten.
Der Direktor der Frankfurter „Anstalt für Irre und Epileptische“, Emil Sioli, strebte an, „Alkoholisten“ und psychisch Kranke in einer so genannten „agricolen Colonie“ naturnah zu behandeln und sich dabei therapeutisch landwirtschaftlicher Tätigkeiten zu bedienen.
Am 1. April 1901 erwarb die Stadt Frankfurt daher die Hüttenmühle (der Name der Mühle ist der des ehemaligen Besitzers Heinrich Hüttenmüller) im heutigen Stadtteil Köppern mit 31 Hektar Land zur Errichtung einer Klinik. Zunächst wurden zwei Fachwerkbaracken errichtet. Diese nahmen zunächst sieben alkoholkranke Patienten auf, bis 1906 stieg die Zahl auf 39. Die Therapie war freiwillig, jedoch drohte Abbrechern die Rückverlegung in das Frankfurter Stammhaus.
Sioli übernahm die Nachfolge des Psychiaters und Buchautors Heinrich Hoffmann und setzte in der Behandlung psychisch Kranker Maßstäbe. Im Waldkrankenhaus Köppern beseitigte er jegliche Zwangsmaßnahmen und gestattete den Patienten weitgehende Freiheiten. So entfernte Sioli die Fenstergitter, und die Kranken durften sich frei in der Umgebung bewegen, was anfänglich zu großen Befürchtungen innerhalb der Bevölkerung des damaligen Obertaunuskreises führte. Auch setzte sich Sioli für teilstationäre Einrichtungen ein, in denen psychisch Kranke tagsüber behandelt wurden, während sie die Nacht zu Hause verbrachten.
Einer der Assistenzärzte von Emil Sioli war Alois Alzheimer, der Entdecker der gleichnamigen Erkrankung des Gehirns, einer progredienten Demenz. Mit großer Sicherheit ist davon auszugehen, dass sich das Wirken von Alzheimer auch auf das Waldkrankenhaus Köppern erstreckte.

### Zeit des Nationalsozialismus

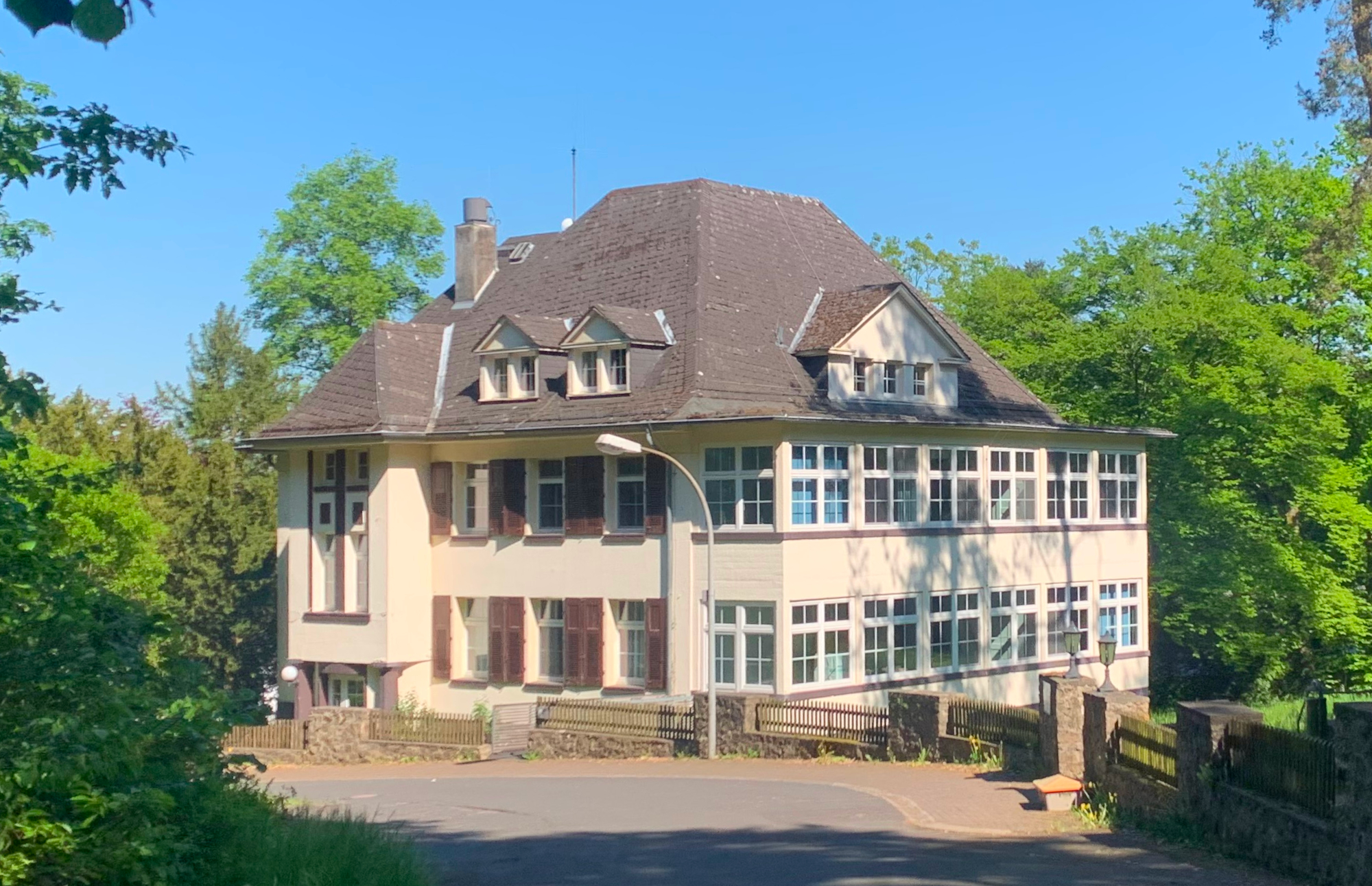
Landhaus 3

Im Herbst 1911 wurde mit einer umfangreichen Erweiterung begonnen. Vier Häuser für Geisteskranke, zwei räumlich getrennte Häuser für Nervenkranke und ein Verwaltungsgebäude entstanden bis 1921. 1927 bis 1928 wurden noch zwei Doppelhäuser mit vier Wohnungen für Mitarbeiter errichtet.
1930 wurde die neue Städtische und Universitätsklinik für Gemüts- und Nervenkranke der Stadt Frankfurt eröffnet. 1934 verkaufte die Stadt daher die Köpperner Klinik an das "Hospital zum heiligen Geist", das hier ein Altenheim einrichtete. Im Zweiten Weltkrieg diente der Komplex als Lazarett und ab Oktober 1943 als Ausweichkrankenhaus für die durch alliierte Bomber zerstörten Frankfurter Krankenhäuser. Dies geschah im Rahmen der Aktion Brandt, bei der weitere Psychiatriepatienten dem NS-Krankenmord zum Opfer fielen.

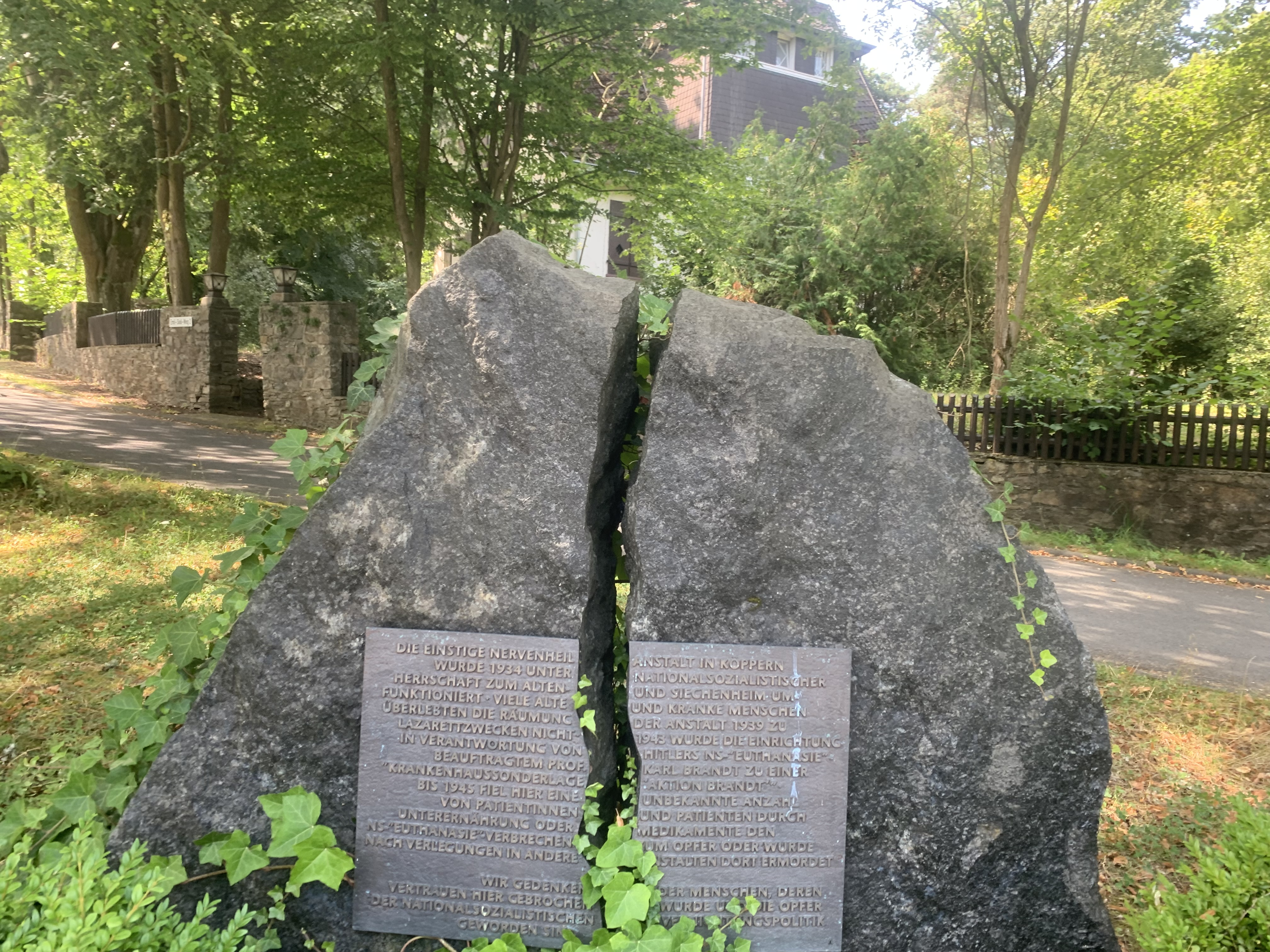
Gedenkstein

Seit 2001 erinnert ein Gedenkstein an die Todesopfer:
Bis 1945 fiel hier eine unbekannte Anzahl von Patientinnen und Patienten durch Unterernährung oder Medikamente den NS-Euthanasieverbrechen zum Opfer.

### Nachkriegszeit
Bis 1967 blieb es ein Allgemeinkrankenhaus und wurde dann dem Landeswohlfahrtsverband Hessen übergeben, der es als psychiatrische Klinik weiterführte. Am 1. Januar 1973 übernahm der LWV auch die Eigentumsrechte von der Stadt Frankfurt. 
In den 1970er-Jahren wurde die Idee des offenen Betriebs psychiatrischer Kliniken wieder aufgegriffen und zählt heute zu den üblichen Behandlungsstandards der modernen Psychiatrie.
Die Antizwangsmaßnahmen Emil Siolis führten letztlich auch dazu, dass Patienten dieser psychiatrischen und psychotherapeutischen Fachklinik seit 1975 eine eigene Patientenzeitung mit dem Namen „Waldecho“ herausgeben, deren Bestreben es ist, für die eigenen Patienten da zu sein, aber auch Vorurteile in der Öffentlichkeit gegenüber seelisch erkrankten Patienten abzubauen, um kommunikative Schranken zu überwinden. Die Zeitschrift erscheint vierteljährlich. 
In Erinnerung an Emil Sioli wurde 2012 die Professor-Emil-Sioli-Ehrenmedaille gestiftet. Mit der Auszeichnung würdigte der Freundeskreis Waldkrankenhaus Köppern e. V. alle zwei Jahre Persönlichkeiten oder Initiativen, die sich um die Integration von psychisch kranken oder suchtmittelabhängigen Menschen verdient gemacht haben oder sich anderweitig in herausragender Weise für die Belange von psychisch Kranken einsetzten.
Im Jahr 2014 verkündete der Klinikträger Vitos (Alleingesellschafter ist der Landeswohlfahrtsverband Hessen) die Teilverlagerung des Waldkrankenhauses Köppern nach Bad Homburg, die schließlich im Frühjahr 2021 vollzogen wurde. Insgesamt wurden drei Stationen (zwei psychiatrische Stationen und die Gerontopsychiatrie) in einem neuen Klinikgebäude auf dem Gesundheitscampus Bad Homburg untergebracht, während zwei Suchtstationen und die Depressionsstation in Köppern verblieben. Im Oktober 2024 verlagerte Vitos Hochtaunus auch diese Stationen nach Bad Homburg. Damit war nach fast 124 Jahren das Ende des Klinikstandorts im Köpperner Tal besiegelt. Mit der Schließung des Waldkrankenhauses Köppern endet auch die Existenz des ehrenamtlich tätigen Fördervereins Freundeskreis Waldkrankenhaus Köppern e. V., der zum 31. August 2024 seine Auflösung beschlossen hat.

## Einrichtung
Das Waldkrankenhaus Köppern ist nach dem Krankenhausplan für alle im Hochtaunuskreis anfallenden Fälle akuter psychischer Erkrankungen zuständig. Nach einem wechselnden Plan werden auch entsprechende Erkrankungen unter allen in Hessen aufgegriffenen Wohnsitzlosen aufgenommen. Üblicherweise sind dies dort von Amtsgerichten angeordnete sechswöchige Zwangsunterbringungen nach dem Hessischen Freiheitsentziehungsgesetz. 
Das Waldkrankenhaus verfügt über zwei Stationen zur Entgiftung bei Abhängigkeitserkrankungen (Alkohol, Medikamente, illegale Drogen), eine Station für depressiv erkrankte Menschen, eine Demenzstation sowie je eine Station für Menschen mit Psychosen, Persönlichkeitsstörungen, neurotischen Erkrankungen oder posttraumatischen Belastungsstörungen. Für die ambulante und die teilstationäre Versorgung stehen in Bad Homburg die Institutsambulanz und eine Tagesklinik zur Verfügung.
Eine Abteilung des Waldkrankenhauses ist die Klinik Bamberger Hof in Frankfurt am Main mit ihren ambulanten und teilstationären Versorgungsangeboten. Die „Ambulante Psychiatrische Akutbehandlung zu Hause“ soll vollstationäre Krankenhausaufenthalte ersetzen.
Dem Waldkrankenhaus Köppern ist eine Schule für Gesundheits- und Krankenpflege mit bis zu 60 Ausbildungsplätzen angegliedert.
Das Waldkrankenhaus verfügt am Standort zudem über mehrere Gebäude mit Personalwohnungen.
Seit dem Jahr 2009 heißt die Trägergesellschaft des Waldkrankenhauses Köppern "Vitos Hochtaunus gemeinnützige GmbH" (bisher "Zentrum für Soziale Psychiatrie Hochtaunus gGmbH"). Diese ist eine Tochtergesellschaft der Vitos GmbH, die eine Tochter des Landeswohlfahrtsverbandes Hessen ist.
Im Mai 2009 wurde ein Freundeskreis Waldkrankenhaus Köppern als eingetragener Verein gegründet, dessen Ziel ein Abbau von Vorurteilen gegenüber psychisch Kranken und suchtmittelabhängigen Menschen ist.